# Instruments of a Beating Heart
Instruments of a Beating Heart ist ein japanischer Kurz-Dokumentarfilm von Ema Ryan Yamazaki aus dem Jahr 2024.

## Handlung
Der Film zeigt eine Klasse von Erstklässlern in einer öffentlichen Grundschule in Tokio. Sie proben am Ende des Schuljahres, um als Orchester im nächsten Schuljahr die neuen Erstklässler mit der Performance von Ode an die Freude von Ludwig van Beethoven begrüßen zu können.  Im Mittelpunkt steht die Schülerin Ayame, die das Becken spielen soll. Jedoch nimmt sie dies zunächst nicht ernst und macht daher viele Fehler während der Proben. Der Lehrer betont daher, wie wichtig Harmonie und Sorgfalt ist. Nachdem sie zurecht gewiesen wird, bricht sie in Tränen aus. Schließlich verliert sie ganz das Vertrauen in sich. Statt sie abzuziehen, beginnen ihre Klassenkameraden und ihre Lehrer sie zu ermutigen und ihr zu helfen. Schließlich kehrt sie in die Gruppe zurück und ist mit Spaß an der Aufführung dabei, die zu einem Erfolg wird.

## Hintergrund
Der Film wurde von Eric Nyari von Cineric Creative produziert. Die Koproduktion übernahm NHK.
Seine Premiere hatte der Film am 14. Juni 2024 beim  DC/DOX Film Festival 2024. Eine Woche später folgte die internationale Premiere als Teil der Shorts 3 beim Doc Edge Film Festival 2024 in Neuseeland. Am 18. November 2024 wurde der Film auf YouTube und im Rahmen der  The New York Times Op-Docs veröffentlicht.

## Preise
Der Film gewann bei den International Documentary Association Awards die Kategorie „Best Short Documentary“.  Bei der Oscarverleihung 2025 sind Ema Ryan Yamazaki und Eric Nyari in der Kategorie Bester Dokumentar-Kurzfilm nominiert.